# Rupakot (Kaski)
Rupakot (nep. रूपाकोट) – gaun wikas samiti w zachodniej części Nepalu w strefie Gandaki w dystrykcie Kaski. Według nepalskiego spisu powszechnego z 2001 roku liczył on 781 gospodarstw domowych i 3639 mieszkańców (2035 kobiet i 1604 mężczyzn).